# A.C.D. Città di Vittoria
Associazione Calcio Dilettantistica Città di Vittoria là một câu lạc bộ bóng đá Ý nằm ở Vittoria, Sicily. Màu sắc của đội là đỏ và trắng.

## Lịch sử
Câu lạc bộ trước đây được gọi là Polisportiva Dilettante Comiso. Năm 2007, câu lạc bộ chuyển từ Comiso sang Vittoria và sáp nhập với câu lạc bộ địa phương, Junior Vittoria, từ đó thi đấu với tên hiện tại.

## Danh dự
Eccellenza
- Vô địch: 2004
- Á quân: 2003